# Scott Kelly
Scott Joseph Kelly (* 21. února 1964 v Orange, New Jersey, USA) původně letec vojenského námořnictva Spojených států, je od května 1996 astronautem NASA. Má za sebou dva krátkodobé kosmické lety – STS-103, STS-118 – půlroční pobyt na Mezinárodní vesmírné stanici (ISS) jako člen Expedic 25 a 26 a roční let na ISS v letech 2015/2016 jako člen Expedice 43/44/45/46.

## Život

### Mládí
Scott Kelly se narodil v Orange ve státě New Jersey, dětství a mládí prožil v nedalekém West Orange, zde také do roku 1982 navštěvoval střední školu. Potom studoval na Státní univerzitě New York State University of New York, roku 1987 zde získal titul bakaláře v oboru elektrotechniky.
Od roku 1987 sloužil v námořnictvu, absolvoval letecký výcvik a byl zařazen jako pilot na letadlové lodi Dwight D. Eisenhower. Po kurzu ve škole zkušebních letců (U.S. Naval Test Pilot School) v lednu 1993 – červnu 1994 byl přeložen do Námořního střediska bojového letectva (Naval Air Warfare Center) v Patuxent River v Marylandu. Má nalétáno přes 4000 hodin, provedl přes 250 přistání na letadlové lodi.

### Astronaut
Zúčastnil se 16. náboru astronautů NASA, uspěl a 1. května 1996 byl začleněn do oddílu astronautů NASA. V ročním kurzu všeobecné kosmické přípravy získal kvalifikaci pilota raketoplánu Space Shuttle.
Po dokončení přípravy zastával různé funkce v NASA. Poprvé do kosmu odstartoval 19. prosince 1999 na palubě raketoplánu Discovery při letu STS-103. Hlavním úkolem mise byla údržba Hubbleova teleskopu. Astronauté přistáli 28. prosince 1999 po 7 dnech, 23 hodinách a 11 minutách pobytu ve vesmíru.
V březnu 2001 byl jmenován palubním inženýrem záložní posádky Expedice 5 na Mezinárodní vesmírnou stanici (ISS), expedice odstartovala v červnu 2002.

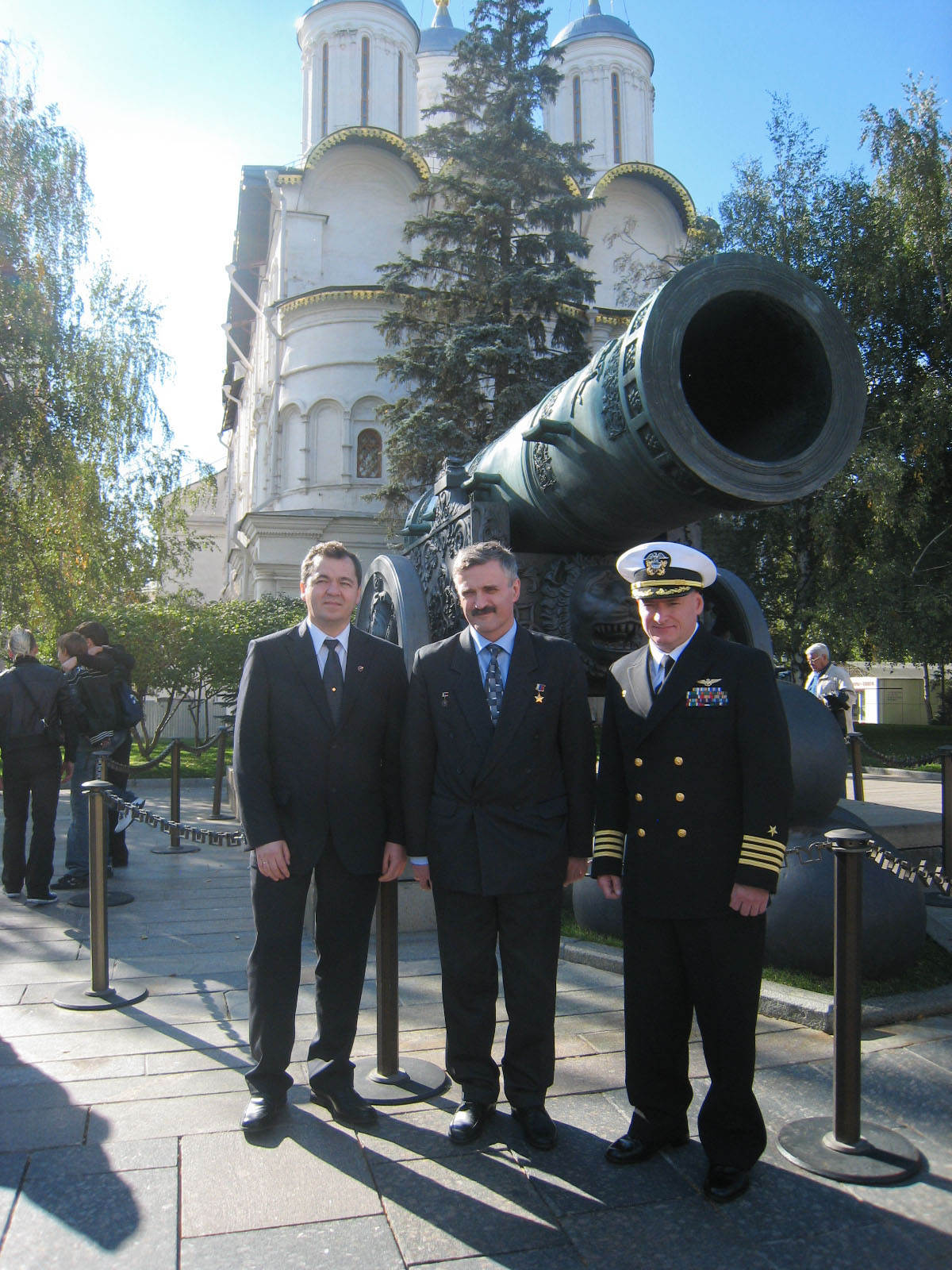
Posádka Sojuzu TMA-01M (zleva Skripočka, Kaleri, Kelly) v Moskevském kremlu před historickým dělem Car-puška

Ve dnech 8.–21. srpna 2007 pobýval ve vesmíru podruhé. Let STS-118 raketoplánu Endeavour trval 12 dní, 17 hodin a 55 minut. Astronauté pokračovali ve výstavbě ISS. Po splnění úkolů přistáli na mysu Canaveral.
Od ledna 2008 se uvažovalo o jeho zařazení do záložní posádky Expedice 21. V červenci 2008 byl však jmenován do záložní posádky Expedice 23 (start v březnu 2010) a hlavní posádky Expedice 25 se startem v září 2010. V září 2008 jeho jmenování bylo oficiálně potvrzeno.
Potřetí vzlétl na oběžnou dráhu v lodi Sojuz TMA-01M z kosmodromu Bajkonur 7. října 2010 ve 23:11 UTC ve funkci palubního inženýra společně s velitelem Alexandrem Kalerim a palubním inženýrem Olegem Skripočkou. Po obvyklém dvoudenním letu se 10. října v 00:01 UTC nový Sojuz spojil s Mezinárodní vesmírnou stanicí a nováčci se připojili k trojici Douglas Wheelock, Fjodor Jurčichin, Shannon Walkerová. Starší trojice se vrátila na Zem koncem listopadu, Kelly se s jejich odletem stal velitelem stanice. V polovině prosince doplnili posádku ISS na šest lidí Dmitrij Kondraťjev, Paolo Nespoli a Catherine Colemanová. Kelly se svými dvěma kolegy přistál v kazašské stepi 86 km severoseverovýchodně od Arkalyku 16. března 2011 po 159 dnech, 8 hodinách a 43 minutách letu.

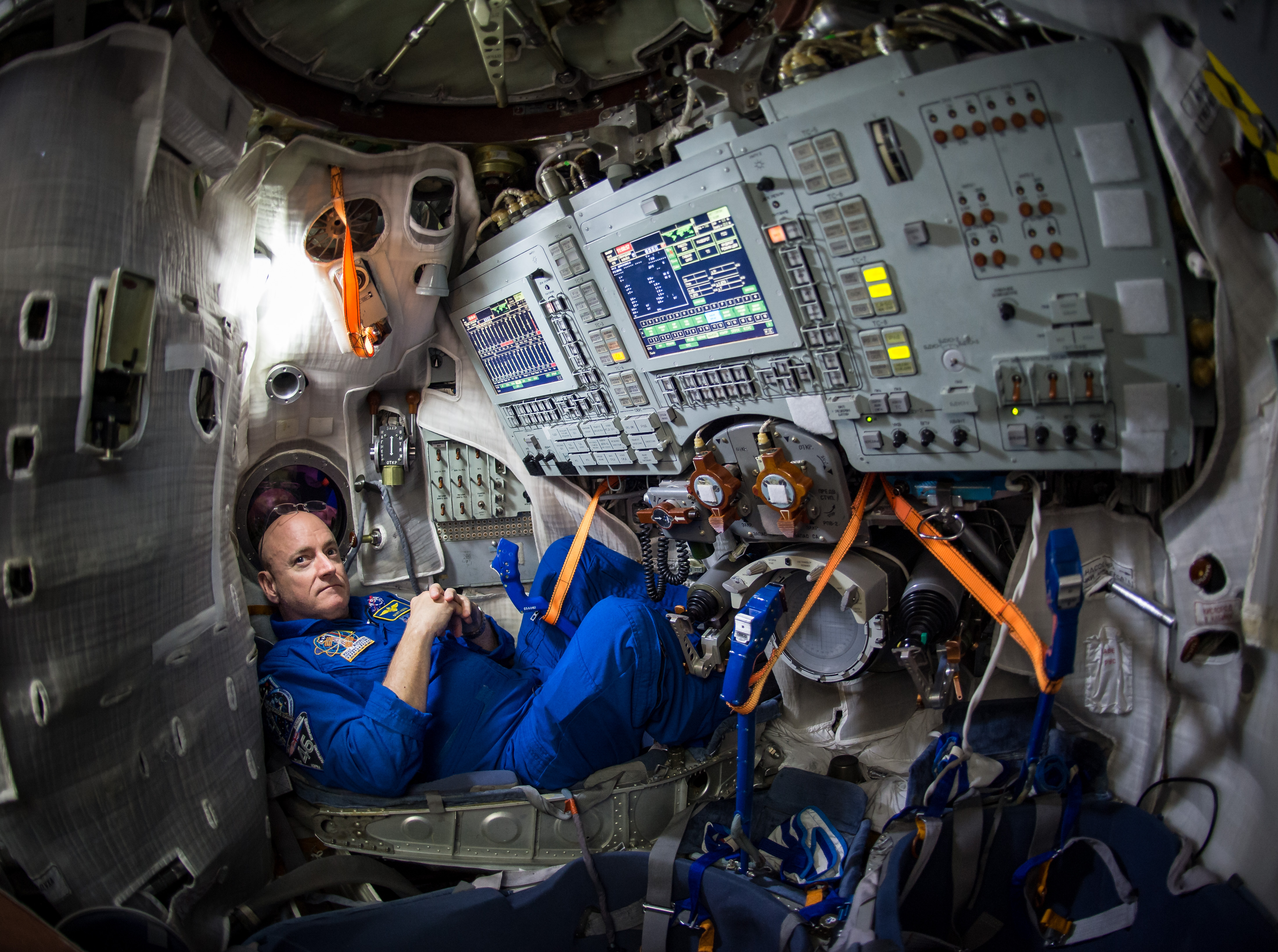
Scott Kelly v simulátoru kosmické lodi Sojuz, Středisko přípravy kosmonautů ve Hvězdném městečku, 4. března 2015

V listopadu 2012 byl (s Michailem Kornijenkem) vybrán k ročnímu letu na ISS v Expedici 43/44/45/46 se startem v březnu 2015 v Sojuzu TMA-16M. Misi zahájil startem Sojuzu TMA-16M dne 27. března 2015. Na ISS žil a pracoval do 2. března 2016, kdy společně s Kornijenkem a Sergejem Volkovem přistál v Sojuzu TMA-18M v kazašské stepi. Mise Kornijenka a Kellyho trvala 340 dní, 8 hodin a 43 minut. Kelly tím získal prvenství mezi americkými astronauty v délce trvání kosmického letu, rekordní pro astronauty USA bylo i jeho celkových 520 dnů ve vesmíru. Rekordy nebyly samoúčelné, získání poznatků o chování lidského organismu při dlouhodobých letech může pomoci při budoucích letech za oběžnou dráhu Země.
Scott Kelly je ženatý, má dvě děti. Jeho bratr, dvojče, Mark Kelly je astronaut NASA, přijatý v 16. náboru.